# Wilhelm I al Germaniei
Wilhelm I sau Wilhelm Friedrich Ludwig von Hohenzollern (n. 22 martie 1797, Berlin, Regatul Prusiei – d. 9 martie 1888, Berlin, Imperiul German) a fost regele Prusiei (din 2 ianuarie 1861 și până la moartea sa) și primul împărat german (începând cu 18 ianuarie 1871). A fost un reprezentant al politicii conservatoare prusace, jucând un rol negativ în înăbușirea revoluției din 1848. Perioada sa este numită și „perioada wilhelmină”. Împăratul a căutat până în ultimul moment să împiedice războiul franco-prusac care s-a terminat cu dezastrul de la Sedan suferit de armata franceză, din cauza aceasta este numit de istorici și „Wilhelm cel Mare”. Politica din timpul domniei sale este influențată în mod pregnant de cancelarul său Otto von Bismarck.

## Biografie (cariera militară)
Wilhelm a fost al doilea fiu al regelui Prusiei Frederic Wilhelm al III-lea (1770–1840) și al reginei Luise, fiica ducelui  Carol al II-lea de Mecklenburg-Strelitz (1741-1816), fiind educat de rectorul Pedagogiumului din Magdeburg.
La  data de 1 ianuarie 1807 Prusia suferă o înfrângere grea în fața trupelor militare ale lui Napoleon Bonaparte, timp în care Wilhelm avea vârsta de zece ani fiind numit ofițer de tatăl său. 
Cu toate că a început la o vârstă fragedă cariera militară Wilhelm va fi un monarh modest (spre deosebire de urmașul său Wilhelm al II-lea) Wilhelm I spunea despre sine: Dacă n-aș fi fost fiu de rege, atunci n-aș fi devenit niciodată subofițer. 
In anul 1814 este numit căpitan, primind ordinul „Crucea de fier” la Bar sur Aube (26 februarie) în campania militară împotriva Franței intrând la 31 martie cu trupele militare în Paris. Este avansat la 8 iunie 1815 la gradul de maior primind comanda Regimentului de Gardă nr. I iar la 1 ianuarie 1816 primește comanda Batalionului de apărare din Stettin (Szczecin, azi în Polonia), iar în anul 1818 preia ca general maior comanda Brigăzii de Infanterie, ca la data 1 mai 1820 să preia comanda supremă Divizie de Gardă nr. I și în anul 1825 devine general locotenent preluând comanda Corpului de Gardă prusac.
În afară de activitățile militare ia parte și la treburile politice ale  statului fiind folosit de tatăl ca sfetnic sau este trimis de tatăl său cu misiuni diplomatice la Petersburg. 

## Prinț al Prusiei

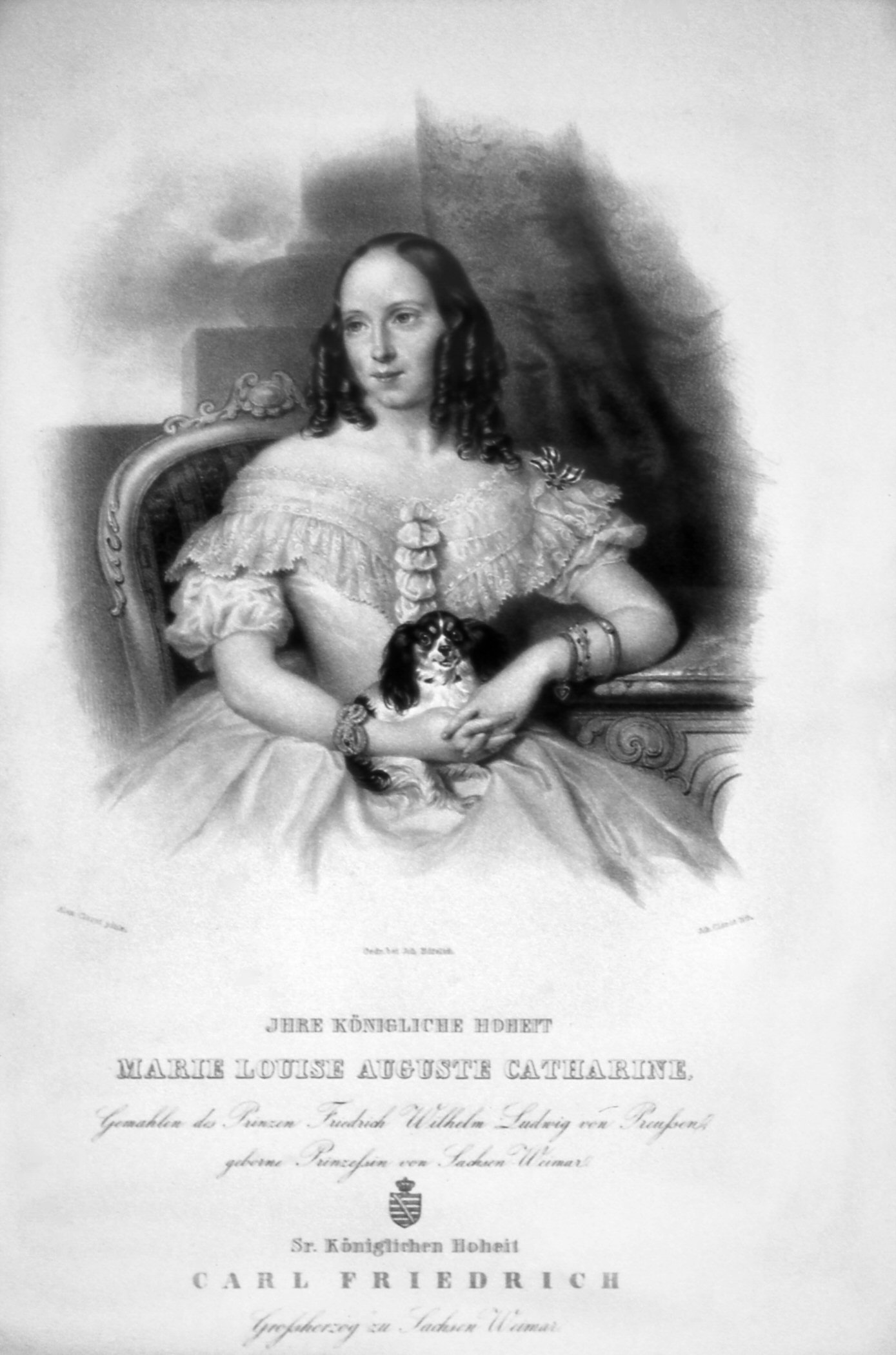
Augusta de Saxa-Weimar-Eisenach, litografie

După ce a trebuit să renunțe la căsătoria cu prințesa Elisa Radziwill se va căsători din motive politice cu prințesa  inteligentă și cultivată Augusta de Saxa-Weimar-Eisenach, fiica ducelui Carol-Frederic de Saxa-Weimar-Eisenach. Deși au avut căsătorie nu tocmai fericită, vor avea totuși doi copii: Friedrich Wilhelm (1831–1888) care va fi împărat german 99 de zile și o prințesă, Louise, care va deveni soția lui Frederic I, Mare Duce de Baden.
După moartea tatălui său (1840) urmează pe tron fratele său, romanticul Friedrich Wilhelm al IV-lea care, din motive de sănătate, predă la 7 octombrie 1858 regența lui Wilhelm. La 18 martie 1848 sub presiunea succesiunii evenimentelor revoluției din 1848 ordonă folosirea tunurilor contra baricadelor ridicate de luptătorii revoluționari, lucru prin care atrage asupra sa ura revoluționarilor, aceste incidente îi provoacă suferințe care îl determină să părăsească anonim Berlinul. La revenirea lui din Anglia, este întâmpinat de demonstrații antiregale; supraviețuiește unui atentat. În decurs de câteva săptămâni distruge ultimul bastion al revoluționarilor din Baden (Pfalz) de pe Valea Rinului, rezidând între 1850 și 1858 în cetatea din Koblenz, unde, sub influența soției sale prințul devine mai moderat fiind vizitați frecvent de personalități liberale ca Max Dunker, August Moritz von Bethmann-Hollweg și Clemens Theodor Perthes ca și Alexander von Schleinitz. În acest timp, fiul lui studiază în Bonn.
La mobilizarea trupelor prusace sub presiunea clerului, în pregătirea Prusiei de intervenire în războiul Crimeii (conflict militar între 1853-1856 dintre Rusia contra Imperiului Otoman, Franței și Angliei) sesizează lipsurile din armata prusacă, iar acest lucru îl determină să aprobe în 1860 creșterea cheltuielilor militare pentru reorganizarea armatei prusace.

## Rege al Prusiei

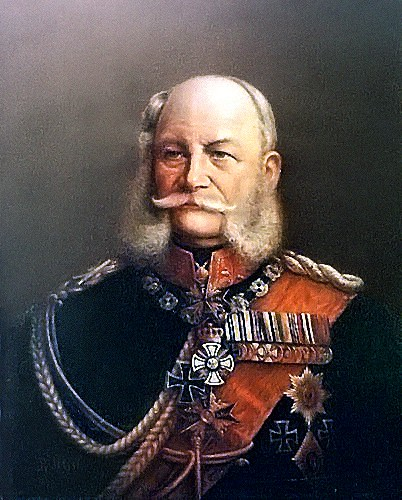
Wilhelm I.

La data de 14 iulie 1861 studentul Oskar Becker încearcă un atentat împotriva lui Wilhelm în Baden-Baden; regele va fi rănit la picior. După moartea fratelui său, Friedrich Wilhelm al IV-lea, la 2 ianuarie 1861, va fi încoronat la 18 octombrie 1861 în Königsberg ca rege al Prusiei, încoronarea sa fiind un compromis, privit cu neîncredere de Parlament. Alegerile noi din 6 decembrie 1861 au fost o victorie a partidului nou progresist, care obține o majoritate în Parlament, ce duce la un conflict constituțional. Regele pretinde continuarea mai departe a structurii militare existente. Aceste conflicte care pun sub semnul întrebării suveranitatea monarhului, îl determină să-și semneze abdicarea. Actul semnat a ajuns în mâinile lui Bismarck, care va îndupleca regele să-și schimbe hotărârea.

### Politica lui Bismarck
Bismarck este numit la 23 septembrie 1862 ca prim ministru al Prusiei, sprijinit de Camera Deputaților. Bismarck promovează o politica autoritară prin instituirea unui regim polițist și prin întârzierea reformelor; această politică se repercutează și asupra imaginii regelui, care pierde din popularitatea de care se bucura. Ca manevră de a canaliza atenția populației în direcția naționalismului german, Bismarck a folosit conflictele militare, ca de exemplu în perioada războiului germano-danez din 1864, când Danemarca a fost nevoită să cedeze ducatele Schleswig și Holstein. 

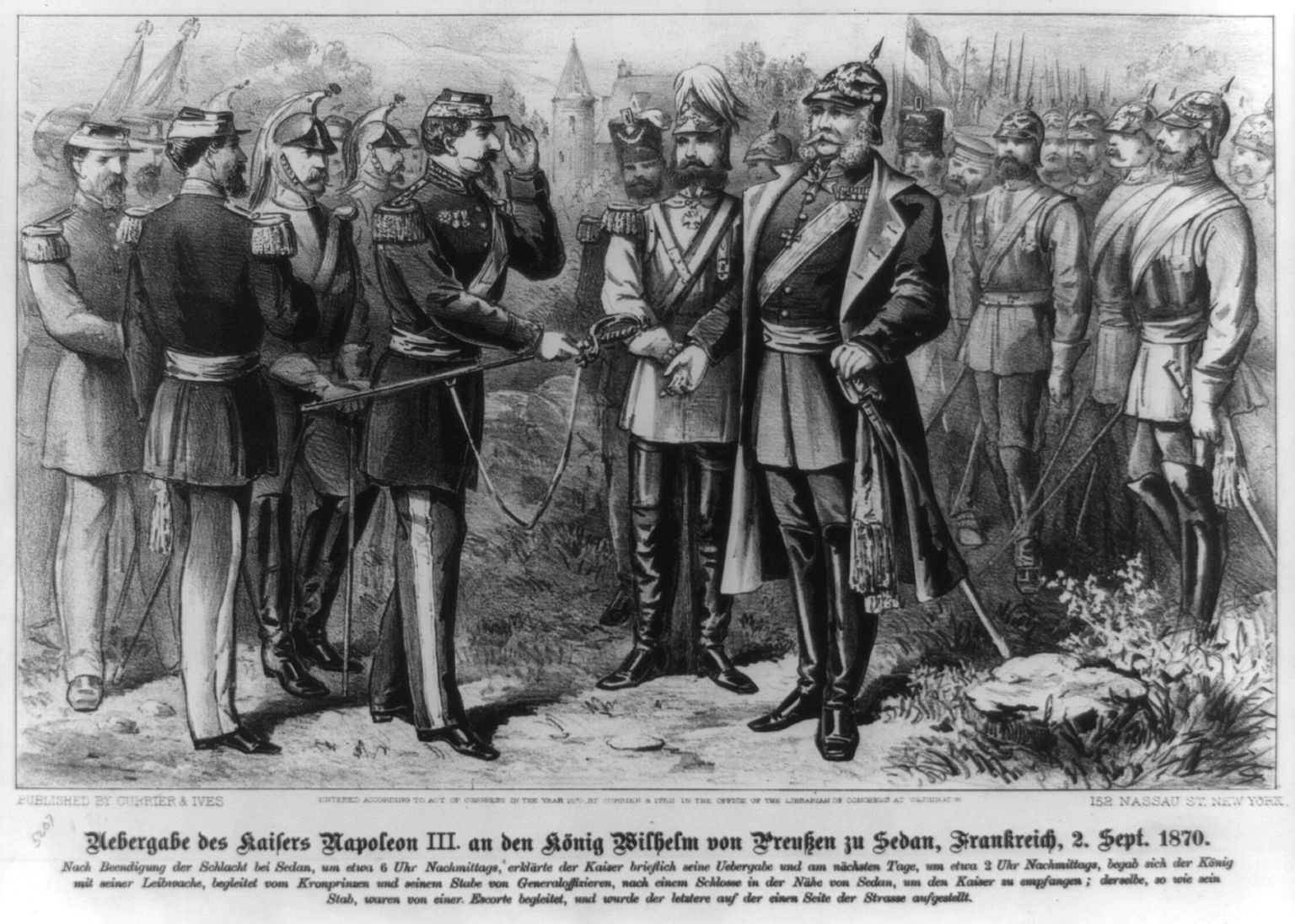
Capitularea împăratului francez Napoleon III. la Sedan (2 septembrie 1870): El predă sabia regelui prusac Wilhelm fiind prizonier de război.

 Aceasta, conform calculelor lui Bismarck, a dus la un conflict cu aliatul Danemarcei, Austria. Wilhelm acceptă cu greu politica agresivă a lui Bismarck, care duce la un război în 1866 cu Austria dar, datorită strategiei aplicate de generalul prusac von Moltke războiul se va termina în favoarea Prusiei. Izbânda din război fără anexarea intenționată a Saxoniei a determinat o animație patriotică în rândul maselor populare de unire a Germaniei, ocazie favorabilă pentru încheierea conflictului cu Constituția prusacă, fiind aprobate unele reforme și la 1 iulie 1867 în Parlament alcătuirea „Ligii germane de nord” sub conducerea lui Wilhelm I.
Această politică de consolidare a Prusiei a fost privită cu neîncredere de Franța care sub conducerea împăratului Napoleon al III-lea, care începe războiul franco-german din 1870-1871, în cursul căruia au loc bătăliile de la Gravelotte și Sedan. Prin înfrângerea Franței, Wilhelm se încoronează ca primul împărat german la 18 ianuarie 1871 în „Sala oglinzilor” din Versailles. Se spune că Bismarck și Wilhelm s-ar fi opus acestei încoronări în Versailles pentru a evita umilirea francezilor, dar au trebuit să cedeze sub presiunea maselor.

## Împăratul Germaniei

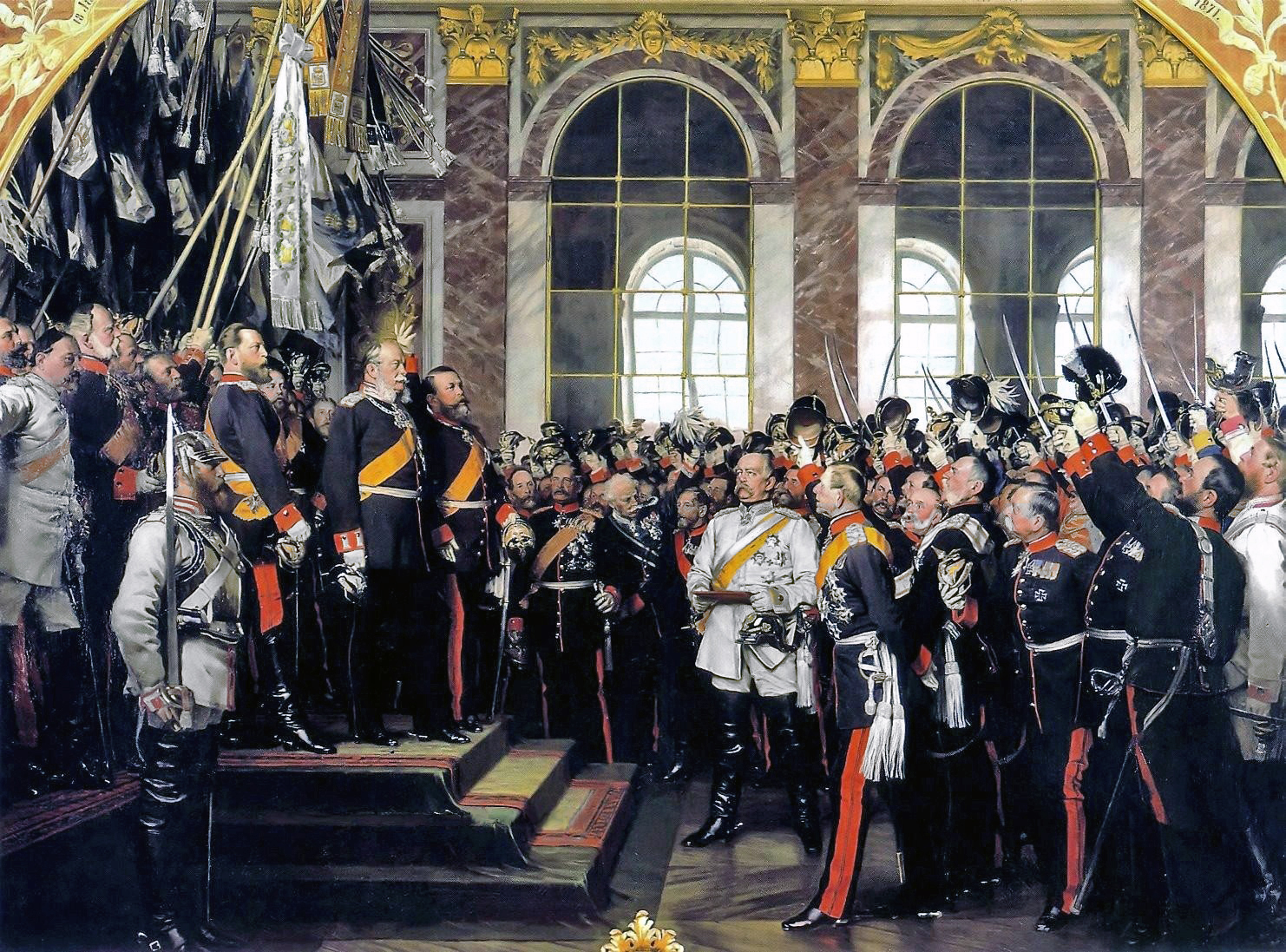
Proclamarea ca împărat a lui Wilhelm I, în „Sala Oglinzilor” din palatul Versailles; pictură de Anton von Werner

Proclamarea la 18 ianuarie 1871 a lui Wilhelm I ca împărat a avut loc la exact 170 de ani de la încoronarea lui Frederic al III-lea de Brandenburg ca rege al Prusiei. Încoronarea a avut loc în „Sala Oglinzilor” din palatul Versailles lângă Paris. În preziua încoronării s-a ajuns la o dispută între Wilhelm și cancelarul Bismark. Wilhelm își dorea să fie încoronat ca „Împărat al Germaniei” iar Bismark dorea să fie încoronat ca „Împărat German”. La festivitate Marele Duce de Baden a apelat la altă formulare, în momentul încoronării a rostit: „Să trăiască Împăratul Wilhelm”. La 16 iunie 1871 noul împărat este primit cu mare pompă în Berlin.
Wilhelm prețuia mai mult coroana ca rege al Prusiei. În cele din urmă, la insistențele lui Bismark Wilhelm acceptă să fi numit oficial „împărat german” iar rezolvarea problemelor politice era lăsată în seama lui Bismarck, a „cancelarului de fier” . Acesta se străduia asupra realizării unei politici pacifiste în Europa, astfel organizează „întâlnirea celor trei împărați” ai Rusiei, Austriei și Germaniei, politică urmărind izolarea Franței. Un alt rol al împăratului german în politica externă îi revine în anul 1871 rolul de mediator în conflictul din cauza liniei de graniță (dintre Washington și Columbia britanică din Canada) conflict  politic între SUA și Marea Britanie.
Atentate la viața suveranului, survenite în această perioadă
- La 11 mai 1878 are loc în Berlin al doilea atentat eșuat asupra lui Wilhelm I, atentat efectuat de ucenicul tinichigiu Max Hödel, care avea convingeri social-democrate.

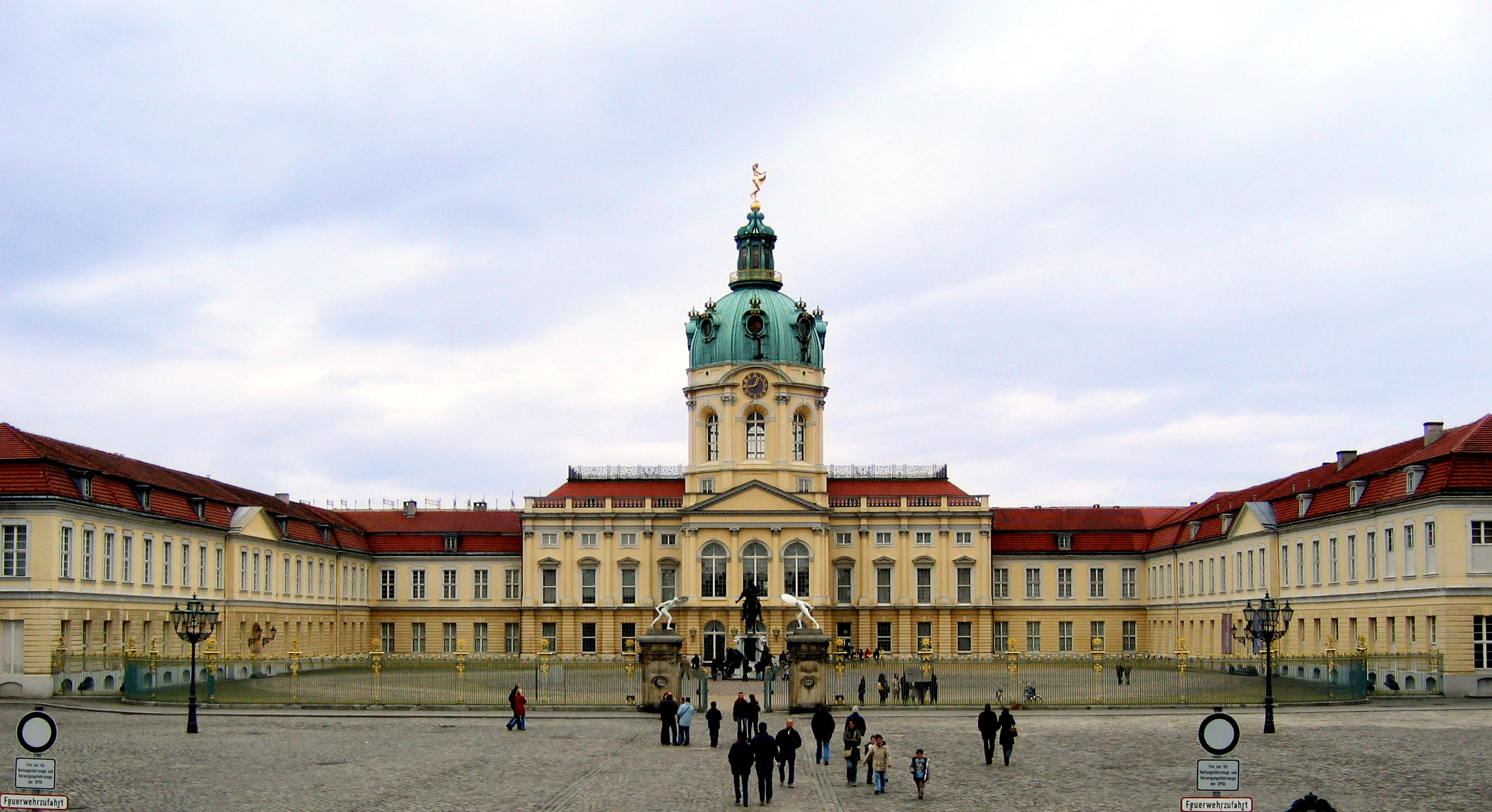
Palatul Charlottenburg

- Al treilea atentat urmează după o perioadă de trei săptămâni (2 iunie). Este atentatul dr-lui Karl Eduard Nobiling, petrecut în același loc în Berlin (pe str. Unter den Linden). Împăratul este rănit grav de împușcături la cap și brațe, dar supraviețuiește atentatului mulțumită căștii prusace. Bismarck folosește indignarea maselor față de atentat  pentru aprobarea în parlament a legii contra social democraților.
- Al patrulea atentat are loc în  Rüdesheim 1883 pe Valea Rinului, atentat realizat cu dinamită de anarhistul August Reinsdorf, care eșuează din cauza timpului umed.

## Popularitatea și moartea împăratului
Wilhelm I moare, la 9 martie 1888, la o vârstă înaintată. Datorită trăsăturilor sale de caracter – modestie, credincios principiilor sale etc. – s-a bucurat de o mare popularitate, fiind însoțit de un cortegiu funerar numeros la 16 martie 1888. Este înmormântat în mausoleul din Charlottenburg, la Berlin. El va fi numit de istorici „Wilhelm cel Mare”, nume care s-a căutat să fie atribuit și nepotului său Wilhelm al II-lea, dar s-a renunțat prin indignarea provocată în rândul maselor populare. Wilhelm I are un număr mare de monumente ridicate în cinstea lui (Porta Westfalică, Colțul german); cântecul „Marșul Berlinului liber” compus de Richard Henrion (1883), unde există versul „Noi dorim să-l avem din nou între noi pe bătrânul împărat Wilhelm”, reflectă simpatia mulțimii.